# Исмайлов, Расим Рза оглы
Расим Рза оглы Исмайлов (азерб. Rasim Rza oğlu İsmayılov; 13 июля 1936, Баку — 5 мая 2004, там же) — советский и азербайджанский кинорежиссёр, сценарист, кинооператор и писатель. Заслуженный деятель искусств Азербайджанской ССР (1976). Лауреат Государственной премии Азербайджанской ССР (1978).

## Биография
Родился в Баку в семье государственного служащего Рза Мамедовича Исмайлова и Анны Ильиничны Исмайловой.
Выпускник операторского факультета ВГИКа 1963 года. Учился под руководством Б. И. Волчека.
После окончания ВГИКа в Москве Расим Исмайлов 16 лет работал на студии «Азербайджанфильм» кинооператором и снимал фильмы практически со всеми известными азербайджанскими режиссёрами.
Автор сказок для детей, книги «Беседы о кино». Его «Летающие чинары» — первое посмертное издание. Сейчас по инициативе Министерства культуры страны готовится книга «Расим Исмайлов. Дневники утраченного времени».
В последние годы жизни Расим Исмайлов работал на кафедре режиссуры Университета культуры и искусства, плодотворно трудился на педагогическом поприще. Вёл в Университете мастерскую операторов и режиссёров.

## Семья и личная жизнь
Супруга — журналист, сценарист и телеведущая Надежда Исмайлова, дочь — Джамиля.
Братья — Рафис Исмайлов, народный художник Азербайджана, Раис Исмайлов, азербайджанский телережиссёр и режиссёр документальных фильмов.

## Избранная фильмография

### Режиссёр
Работал на киностудии «Азербайджанфильм» в качестве режиссёра c 1977 года.
- 1977 — Лев ушёл из дома
- 1980 — Структура момента
- 1982 — Деловая поездка
- 1983 — Асиф, Васиф, Агасиф
- 1985 — Я любил вас больше жизни
- 1988 — Частный визит в немецкую клинику
- 1990 — Ловушка

### Сценарист
Соавтор сценариев к своим фильмам.
- 1980 — Структура момента

### Оператор
- 1965 — Непокорённый батальон
- 1967 — Земля, море, огонь, небо
- 1966 — Жизнь хорошая штука, брат!
- 1970 — Семеро сыновей моих
- 1971 — Последний перевал
- 1971 — День прошёл
- 1973 — Насими
- 1974 — Четыре воскресенья
- 1975 — Свет погасших костров (другое название Деде Горгуд)
- 1977 — Лев ушёл из дома
- 1977 — Бухта радости
- 1979 — Бабек
- 1980 — Структура момента

В творческой биографии Расима Исмайлова — первые азербайджанские телевизионные мультфильмы «Говорящие огоньки», «Красные, черные и другие», «Камень», серия сатирических сюжетов в «Мозалане», несколько документальных фильмов: «Тысяча дней войны», «Мир Деде Горкуда», «Азербайджан», «Ланд-арт», «Звон в горах Лагича», «Женщины за решёткой», «Ожидание» и другие.

## Награды и призы
- Премия Ленинского комсомола Азербайджана (1972)
- Заслуженный деятель искусств Азербайджанской ССР (23.12.1976)[1]
- Государственная премия Азербайджанской ССР (1978)[2]